# 9437 Hironari
9437 Hironari este o planetă minoră (asteroid), cu un diametru de 3,971 km, din centura de asteroizi. A fost descoperită pe 4 martie 1997 la Observatorul Ōizumi de Takao Kobayashi. 
Obiectul prezintă o orbită caracterizată de o semiaxă mare de 2,2702872 UAi, o excentricitate de 0,02, o înclinație de 5,47671 ° în raport cu ecliptica.